# Cat’s Eye
Cat's Eye (яп. キャッツ アイ Кятцу ай, «Кошачий глаз») — манга, написанная и иллюстрированная Цукасой Ходзё. На основе сюжета манги студией TMS Entertainment был выпущен аниме-сериал, который транслировался по каналу NTV с 11 июля 1983 по 8 июля 1985 г. Сериал также показывали в других странах, включая Канаду, Францию, Германию, Италию, Филиппины и Китай. Показ на территории США состоялся только 16 апреля 2007. В сентябре следующего года все серии вышли на DVD. В ноябре 2024 года была анонсирована новая аниме-адаптация, премьера которой должна состояться на Disney+ в 2025 году.

## Сюжет
Главные героини — трое очаровательных сестёр, Хитоми, Руй и Ай Кисуги. Они вместе управляют кафе «Кошачий глаз» и являются высококвалифицированными ворами. С помощью особой карты — оружия «глаза кота» — они могут рассекать металл, кожу и бетонные стены. «Трио кошек» крадёт произведения искусства (в основном картины), которые когда-то принадлежали их давно пропавшему отцу, Михаелю Хайнцу, жившему в нацистской Германии; он рисовал и коллекционировал картины. Тосио Уцуми, молодой неуклюжий полицейский, а также жених Хитоми, начинает расследовать дело банды кошек. Сначала он поклялся, что однажды захватит банду кошек. Но Хитоми и её сёстры рассказывают ему, что работают на очень важной благотворительной работе, и тот, не подозревая о истинных целях, помогает им, например всегда информирует, где и когда находятся полицейские. Позже сёстры получают записку от отца, где он говорит, что не сможет встретиться с ними ещё пять лет, потому что его преследует банда, которая хочет убить его. Однако оказывается, что письмо написал коварный дядя Кранефф, который предал Хайнца много лет назад. После поражения он решает поджечь музей и убить себя. Хитоми признаётся Тосио, что является членом трио кошек, и сбегает, прежде чем он успел бы её арестовать. Он поклялся найти её и поймать. Они снова встречаются в аэропорту, Тосио пытается арестовать её, однако та снова сбегает. Позже он отправился в Америку, чтобы разыскать Хитоми, но та потеряла память после того, как переболела менингитом, и забыла о нём. Тосио проводит с ней много времени, чтобы снова возродить любовные отношения.
Во втором сезоне сериала гораздо больше уделяется внимание отношениями между Хитоми и Тосио, и сам сериал носит более романтический характер.

## Список персонажей
- Руй Кисуги (яп. 来生 泪 Кисуги Руй, 27 лет) — самая старшая и элегантная из сестёр. Лидер кошачьей банды. Обычно до преступления заранее находит и заманивает жертв — «виновных». Может найти выход из любой ситуации. Руй очень спортивная и владеет почти всеми средствами передвижения: автомобилем, дельтапланом, вертолётом, мотоциклом, умеет прыгать с парашютом, кататься на роликах и скейтборде. Отлично владеет боевыми искусствами, стрельбой из пистолета и разбирается в разной электронике. Квалифицированная актриса, знает английский, французский и немецкий языки. Руй очень дорожит своими сёстрами и единственная, кто фактически забыл о прошлом своих родителей.

Сэйю: Тосико Фудзита
- Хитоми Кисуги (яп. 来生 瞳 Кисуги Хитоми, 24 года) — вторая сестра, член банды кошек. В основном она занимается кражами. Хитоми очень опытная спортсменка и обучена рядом активных видов спорта, например верховой езде. Она опытная гимнастка и может выполнять сложные акробатические трюки, что помогает ей легко преодолевать препятствия. Владеет многими видами боевых искусств, такими как дзюдо, бокс, каратэ, кендо и айкидо. Хитоми может легко изменить свою внешность и говорит на нескольких языках. К концу истории признаётся Тосио, что она член банды кошек, и сбегает в Америку. Там она переболела менингитом и лишилась почти всех воспоминаний.

Сэйю: Кэйко Тода
- Ай Кисуги (яп. 来生 愛 Кисуги Ай, 16 лет) — младшая сестра, самая интеллектуальная в трио кошек. Разбирается в механике, программировании и инженерии. Создала множество устройств для сестёр, чтобы облегчить им работу. Ведёт себя как типичный подросток, мечтает влюбиться. Она очень быстро осваивает навык вождения автомобилей и вертолётов, но физически слаба в отличие от старших сестёр, однако самая гибкая из троих.

Сэйю: Тика Сакамото
- Тосио Уцуми (яп. 内海 俊夫 Уцуми Тосио, 24 года) — молодой полицейский, после окончания школы мечтал стать школьным директором. Влюбился в Хитоми и обещал на ней жениться. Его главная цель — поймать банду кошек, но он не знает, что Хитоми одна из них, и невольно помогает им, например информируя, где и когда будут находиться полицейские. Он очень настойчивый и упорный, чем впечатлил даже своих коллег. Однако из-за своего упрямства Тосио нередко спорит с другими людьми. Обычно не носит оружия и предпочитает драться на кулаках. Питает слабость к красивым женщинам и часто ревнует к Хитоми.

Сэйю: Ёсито Ясухара
- Шеф (яп. 課長 катё:) — начальник отдела полиции, где работает Тосио. Постоянно спорит с Тосио и при каждом удобном случае ругает его.

Сэйю: Кэндзи Уцуми
- Мицуко Асатани (яп. 浅谷 光子 Асатани Мицуко, 24 года) — детектив и исследователь. Отправляется в Токио, чтобы расследовать дело о банде кошек. Очень хитрая и умная, отличный стрелок. Владеет карате и имеет чёрный пояс 4 уровня. Очень красивая, в связи с чем была коронована на конкурсе красоты. Именно Ёсико первая подозревает, что Хитоми связана с бандой кошек, но у неё недостаточно улик. Её главная слабость — плохое зрение. Ёсико не любит носить очки и практически всегда работает «слепой». В манге она тайно влюблена в Тосио.

Сэйю: Ёсико Сакакибара
- Михаель Хайнц (яп. ミケール・ハインツ Микэ:ру Хайнцу) — отец главных героинь. По национальности немец. Ещё в детстве в 1930 годы прославился своим даром рисования на всю Германию. Также работал над украшениями, скульптурами из металла и мог создавать изысканные музыкальные инструменты. Работы Хайнца высоко ценятся всеми коллекционерами, и некоторые платят огромные деньки за его работы. После падения нацистского режима Хайнц, боясь политических репрессий, сбежал из Германии и поселился в Японии, где женился на японке. После рождения третьего ребёнка Хайнц уезжает в США и пропадает. Его огромная коллекция картин была распродана на аукционах арт-дилерам по всему миру. Банда кошек ворует картины, чтобы вернуть себе наследия отца и привлечь его внимание, если он жив. Хитоми, Руй и Ай отправляются в Америку, чтобы найти отца, и узнают, что его подставил брат-близнец Кранефф, который похитил личность Хайнца ради прибыли.

- Садацугу Нагаиси (яп. 永石 定嗣 Нагаиси Садацугу) — близкий друг главных героинь. В прошлом был другом их родителей. Нагаиси прикрывает работу банды кошек и предоставляет им новое сложное оборудование. Неизвестно, откуда он его берё; вероятно, Нагаиси служит в вооруженный силах, так как у него есть военный опыт.

Сэйю: Тамио Оки
- Кадзуми (яп. 和美) — девочка из той же школы, что и Ай. Однажды нечаянно сфотографировала Хитоми в костюме для ограблений. Она начинает подозревать Хитоми в том, что она член банды кошек, и просится у Ай переночевать в доме Кисуги, чтобы найти улики. Но сёстры поняли что к чему и подстроили всё так, чтобы Кадзуми больше не подозревала Хитоми. Во время миссии банды Хитоми была ещё дома.

## Список серий аниме
- 01. You’re a sexy thief
- 02. Welcome to the police station
- 03. Watch the troublesome devil
- 04. Paris-like aggressor
- 05. Night flying with dangerous perfume
- 06. Feels like love — a little bit
- 07. Splendid love message
- 08. Distant Dodochino
- 09. Bizarre track, thief chases police
- 10. Do you like dog food?
- 11. American dangerous temptation
- 12. European gorgeous temptation
- 13. My love don’t go
- 14. Cleopatra ransom
- 15. Bodysuit flying at night
- 16. Monday is smiling day
- 17. Bullets suit death best
- 18. No way to run
- 19. Only say good night to you
- 20. Lover’s holiday
- 21. Wanting to see you again
- 22. Visitor on snowy day
- 23. Winter is the warm sun of love
- 24. Santa Claus from the sky
- 25. 12 tolls of the bell
- 26. Love from Luna Island
- 27. Luna Island hanging on a thread
- 28. Lost memory
- 29. The magnificent show
- 30. The death smell at the health club
- 31. Starting from the kiss
- 32. Museum filled with danger
- 33. The goal is to propose
- 34. Did you see Handz?
- 35. The exposure of Cat’s Eye secret
- 36. The man who knows Handz

### Второй сезон
(с 08.10.1984 по 08.07.1985)
- 37. Returning from France
- 38. Midnight dance of wetness
- 39. Ransom of angels
- 40. Tension in the dark
- 41. Hunter with a badge
- 42. The stolen «I love you»
- 43. Happiness of life
- 44. Magnificent trap
- 45. The rhapsody of love
- 46. The most dangerous game
- 47. The gift is father’s wine
- 48. Winter night’s misery
- 49. Osaka bay blues
- 50. Give you the tear of stars
- 51. Fake wedding bells
- 52. Watch out for the sweet allure
- 53. Farewell, winter seagull
- 54. The woman Chief loves
- 55. Inunari station trio
- 56. Transferred student is attractive
- 57. A requiem for villains
- 58. Toshio falls in love with a vain woman
- 59. Sudden love
- 60. Hot April Fool’s Day
- 61. Urgent duty scramble
- 62. Halftime of love
- 63. Don’t cry, Inunari trio
- 64. Farewell, Mother
- 65. Cheers to the elders
- 66. Dancing in the starry night
- 67. The beauty of leotards
- 68. Hitomi got carried away
- 69. Heartbreak for Cat’s Eye
- 70. Love sent through the south cross star
- 71. Your true face is a profile
- 72. First chance
- 73. Love’s curtain call